# 花ヶ前浩一
花ヶ前 浩一（はながさき こういち、1961年7月13日 - ）は、日本の俳優。広島県出身。アルファセレクション所属。別名は花ケ前 浩一。
身長170cm。体重59kg。趣味は殺陣。特技は広島弁、ソフトテニス。

## 出演作品

### テレビドラマ

#### NHK
- 大河ドラマ
  - 太平記（1991年） - 一座の者
  - 炎立つ（1993年）
  - 花の乱（1994年） - 又七
  - 徳川慶喜（1998年） - 竹本甲斐守正雅
  - 元禄繚乱（1999年） - 中村勘助
  - 武蔵 MUSASHI（2003年）
  - 義経（2005年）
  - 功名が辻（2006年） - 行司
  - 龍馬伝（2010年） - 瓦版屋
  - 八重の桜（2013年） - 武家伝奏の公卿、実業家
  - 軍師官兵衛（2014年） - 留造
  - 花燃ゆ（2015年） - 宮司
- 腕におぼえあり2（1992年） - 松村敬助
- 清左衛門残日録（1993年）
- 金曜時代劇
  - 十時半睡事件帖（1994年） - 梶山又五郎
  - 天晴れ夜十郎（1996年）
  - 山田風太郎 からくり事件帖-警視庁草紙より-（2001年）
- 鳥帰る（1996年）
- 連続テレビ小説
  - 天うらら（1998年）
  - 純情きらり（2006年）
- 水曜ドラマ 必要のない人（1998年）
- いい旅いい夢いい女（1999年）
- 晴れ着ここ一番（2000年）
- ズッコケ三人組3（2001年） - 医師
- 焼け跡のホームランボール（2002年）
- ハチロー〜母の詩、父の詩〜（2005年）
- 陽炎の辻〜居眠り磐音 江戸双紙〜（2007年） - 中野
- 土曜時代劇
  - オトコマエ!2（2009年） - 読売
  - まっつぐ〜鎌倉河岸捕物控〜（2010年） - 伊平
- ドラマ10
  - 天使のわきまえ（2010年） - 大家
  - ミス・ジコチョー〜天才・天ノ教授の調査ファイル〜（2019年）
- ビターシュガー（2011年）
- サイレント・プア（2014年） - ボランティアの男
- かぶき者 慶次（2015年） - 三角忠之進
- 土曜ドラマ 破裂（2015年）
- 夜ドラ
  - 卒業タイムリミット 第7話（2022年） - 店主

#### NHK BSプレミアム
- BS時代劇 陽だまりの樹（2012年） - 楼郭の主人
- プレミアムドラマ そこをなんとか（2012年） - ボス弁

#### NHK BS1
- 幻の祝祭〜1940東京五輪物語〜（2013年）

#### 日本テレビ
- 火曜サスペンス劇場
  - 松本清張作家活動40年記念・けものみち（1991年） - 若衆
  - 殺人捜査
    - 第1作「殺人捜査」（1992年8月25日） - 刑事
    - 第3作「1996年殺人捜査」（1996年12月24日）

  - 警部補 佃次郎19「妻の秘密」（2004年）
- 麻酔（1994年）
- 彼女が死んじゃった。（2004年）
- プリマダム（2006年） - バレエショップ店長
- ハリ系（2007年）
- おせん（2008年） - ギャラリーオーナー
- 水曜ドラマ
  - ホカベン（2008年） - 裁判長
  - ST 赤と白の捜査ファイル（2014年） - 小山信明
- 土曜ドラマ 華麗なるスパイ（2009年） - 医師
- 木曜ナイトドラマ 傍聴マニア09〜裁判長!ここは懲役4年でどうすか〜（2009年） - 土井達郎
- 木曜ミステリーシアター VISION-殺しが見える女-（2012年） - プロデューサー
- 真犯人フラグ 第8話（2021年）
- 祈りのカルテ（2022年） - 石田忠則 役
- 降り積もれ孤独な死よ（2024年） - 瀧本太一 役

#### TBS
- ブラックジャックによろしく〜涙のがん病棟編〜（2004年） - 北川洋介
- 月曜ミステリー劇場 十津川警部シリーズ35（2005年） - 成田清司
- Happy!（2006年） - 審判
  - Happy!
  - Happy!2
- Around40〜注文の多いオンナたち〜（2008年） - 産婦人科医
- MR.BRAIN（2009年） - 平山竜一
- こちら葛飾区亀有公園前派出所（2009年） - レストラン店長
- 月曜ゴールデン
  - 血痕 警科研・湯川愛子の鑑定ファイル3（2010年）
  - 信濃のコロンボ1（2013年） - 大家
  - SRO 警視庁広域捜査専任特別調査室（2013年） - 青少年センター職員
- 月曜ミステリーシアター
  - ホワイト・ラボ〜警視庁特別科学捜査班〜（2014年） - 笠原紀一
  - 警部補・杉山真太郎〜吉祥寺署事件ファイル（2015年） - 住人
- 金曜ドラマ アンナチュラル（2018年）
- マイファミリー 第2話（2022年4月17日、TBS） - 家主 役
- 降り積もれ孤独な死よ 第5話（2024年8月4日、読売テレビ・日本テレビ系） - 太一 役

#### フジテレビ
- 幸せ咲いた〜結婚相談所物語〜（2003年）
- 金曜エンタテイメント
  - 熱血シングル・ファザー〜新聞記者・新庄圭吾の事件ファイル〜（2004年） - 立会人
  - やがて来る日のために（2005年） - 奥村家長男
- 鬼嫁日記（2005年） - 医師
- 「司法シリーズ」裁判員制度（2006年）
- 無理な恋愛（2008年）
- となりのクレーマー（2008年） - クレーマー
- 非婚同盟（2009年） - 楳崎
- トライアングル（2009年） - 消防職員
- 嵐がくれたもの（2009年） - 美術商
- 絶対零度〜未解決事件特命捜査〜（2010年） - 裁判長
- 金曜プレステージ 絶対泣かないと決めた日 〜緊急スペシャル〜（2010年） - 桑原社長
- 木曜劇場 それでも、生きてゆく（2011年） - 東京医療少年院院長
- モメる門には福きたる（2013年）
- 報道スクープSP激動! 世紀の大事件〜目撃者が明かす10の新証言〜（2014年） - 小林輝男
- 福家警部補の挨拶（2014年） - 通行人
- 極悪がんぼ（2014年） - 湯船
- あすなろ三三七拍子（2014年） - 学部長
- Mr.サンデーSP 1964東京五輪から50年 「オリンピックと重大事件」〜3人の死刑囚と時代の闇〜（1964年）
- リスクの神様（2015年） - 岡本一郎
- 金曜プレミアム 連続企業爆破テロ 40年目の真実〜極秘資料が明かす警察と爆弾犯の攻防260日〜（2015年） - 藤村部長
- フラジャイル（2016年）
- コンフィデンスマンJP（2018年） - 牛久幸次郎

#### テレビ朝日
- 土曜ワイド劇場
  - 夢を見たくて（1988年）
  - ドクVSデカ〜心療内科医&殺人課刑事の捜査ファイル〜1（2002年）
  - 法医学教室の事件ファイル21（2005年）
  - タクシードライバーの推理日誌26（2010年） - 美術商
- スカイハイ（2003年）
- 特命係長 只野仁2（2005年）
- 7人の女弁護士（2006年） - 木村
- 警視庁捜査一課9係
  - （2007年） - 清掃会社社長
  - （2011年） - 高野努
  - （2013年） - 骨董店店主
- ロト6で3億2千万円当てた男（2008年） - ソムリエ
- 就活のムスメ（2009年） - 会社役員
- 僕の秘密★兵器（2009年） - 垣内武 役
- 遺留捜査（2011年） - 喫茶店マスター
- 金曜ナイトドラマ
  - 13歳のハローワーク（2012年） - 松原
  - 黒服物語（2014年） - 柿崎
- 仮面ライダーシリーズ
  - 仮面ライダーウィザード（2013年）
  - 仮面ライダージオウ（2019年） - 杉村昭二 役
  - 仮面ライダーガヴ（2024年） - 仲村良治 役[3]
- 帯ドラマ劇場 トットちゃん!（2017年） - 添島部長 役
- 木曜ドラマ ハゲタカ（2018年） - 帝都重工重役
- 特捜9 final season 第3話（2025年4月23日） - 牧師 役

#### BS朝日
- 世界の文学がわかる!あらすじ名作劇場（2016年）
  - 「カラマーゾフの兄弟」
  - 「養生訓」

#### テレビ東京
- 市原悦子ドラマスペシャル「黄落」（1997年）
- 怨み屋本舗（2006年） - 教授
- 週刊 赤川次郎（2007年） - 梅津始 役
- 水曜ミステリー9
  - 密会の宿6（2007年） - 浮気夫
  - 捜査検事・近松茂道14（2013年） - 人見忠昭 役
- 僕らプレイボーイズ 熟年探偵社（2015年） - 峯岸
- 新宿セブン（2017年） - 教頭先生
- 弁護士ソドム（2023年） - 坂本裁判官 役

#### WOWOW
- ドラマW
  - 兄帰る（2009年）
  - 北斗 -ある殺人者の回心-（2017年） - 平岡茂美 役
  - 演じ屋（2021年）

#### NOTTV
- 女王様のおもてなし（2014年） - 茂木

#### その他
- 連続殺人鬼カエル男（2020年、カンテレ）

### テレビ番組
- ワールド極限ミステリー（2020年、TBS）
- 奇跡体験!アンビリバボー（2025年8月21日、フジテレビ） - 武田 役

### 映画
- 長崎ぶらぶら節（2000年、東映）
- 深紅（2005年、東映） - 丸岡先生
- 欲望（2005年、メディア・スーツ）
- 探偵事務所5〜5ナンバーで呼ばれる探偵達の物語〜（2005年）
- 花田少年史 幽霊と秘密のトンネル（2006年、松竹） - 喫茶店マスター
- ブラブラバンバン（2008年、トルネード・フィルム） - コンクール役員
- 落語娘（2008年、日活） - 椿家庵どん
- ハナばあちゃん!!〜わたしのヤマのカミサマ〜（2011年、おおだて映像計画LLP） - 日景昭
- バカリズム THE MOVIE「魔スノが来たりて口笛を吹く」（2012年、ソニー・ミュージックエンタテインメント）
- ネオン蝶（2013年） - クラブの客
- 朝日のあたる家（2013年、渋谷プロダクション）
- 甘い鞭（2013年、角川書店） - 警官
- Father「手を伸ばせば」（2013年、アーク・フィルムズ） - 前田茂
- サル・ウィンドウピリオド（2014年、シネアスト） - 田端医師
- 銀座並木通り〜クラブアンダルシア〜（2014年、渋谷プロダクション） - クラブの客
- セシウムと少女（2015年、ふゅーじょんぷろだくと） - 北原白秋
- 永い言い訳（2016年、アスミック・エース） - 大迫泰夫
- 劇場版 ウルトラマンR/B セレクト 絆のクリスタル（2019年、松竹） - 経済評論家
- 星に語りて〜Starry Sky〜（2019年、きょうされん） - 立川正治

### 舞台
- 父の詫び状（1993年、1995年、1998年）
- 北条時宗（2002年、明治座公演）
- 紙屋悦子の青春
- 競馬/勧善懲悪
- サンクチュアリ
- デンキ島〜リカ編〜
- 手と足をもいだ丸太にしてかへし -鶴彬の生涯-

### CM
- アートネイチャー
- 養蜂堂「マカ王」

### ネットドラマ
- 怪盗アリス